# Neuillay-les-Bois
Neuillay-les-Bois är en kommun i departementet Indre i regionen Centre-Val de Loire i de centrala delarna av Frankrike. Kommunen ligger i kantonen Buzançais som tillhör arrondissementet Châteauroux. År 2022 hade Neuillay-les-Bois 659 invånare.

## Befolkningsutveckling
Antalet invånare i kommunen Neuillay-les-Bois
Referens:INSEE